# 陈准民
陈准民（1951年11月—）是中国教育家，曾任对外经济贸易大学校长。

## 生平
陈准民1968年畢業於上海市控江中學。1969年前往延邊延吉县插队。1977年，陈准民获得上海外国语学院学士学位，1983年獲得加利福尼亚大学洛杉矶分校英语专业硕士学位。
陈准民毕业后进入对外经济贸易大学任教。他于1999 年成为该學校的校长，并一直担任该职位至2009年6月。之後出任中國駐洛杉磯總領事館教育参赞。。